# Anders Linderholm
Anders Linderholm er en tidligere dansk ishockeyspiller for KSF (Kjøbenhavns Skøjteløberforening) og A-landsholdet.
Han er en af kun 9 danske ishockey-spillere, som har vundet 3 danske mesterskaber på stribe. Linderholm vandt DM-guld med KSF i årene 1964, 1965 og 1966. Han opnåede i samme periode 16 A-landskampe.